# Momtchilgrad (obchtina)
Momtchilgrad (bulgare : Момчилград) est une obchtina de l'oblast de Kardjali en Bulgarie.